# Zakład Komunikacji Miejskiej w Wałczu
Zakład Komunikacji Miejskiej sp. z o. o. w Wałczu – firma świadcząca usługi przewozowe na terenie miasta Wałcz oraz gminy wiejskiej Wałcz.

## Historia
Na początku 1975 powołano i zorganizowano Komunikację Miejską jako jeden z Wydziałów Przedsiębiorstwa Gospodarki Komunalnej i Mieszkaniowej. 1 maja 1975 na ulice Wałcza wyjechał pierwszy autobus miejski, obsługujący linię nr 2 relacji: ul. Bydgoska – Olszynka.
Na lata 80. XX wieku przypadł okres najintensywniejszego rozwoju wałeckiej Komunikacji Miejskiej. W tych latach zakupione zostały nowe autobusy m.in.: trzynaście autobusów marki Autosan H9-35 oraz sześć marki Jelcz M11 oraz utworzono nowe linie. Komunikacją miejską objęta była większa część miasta Wałcz oraz gminy Wałcz.
1 marca 1991 decyzją miasta przekazano eksploatowane autobusy Przedsiębiorstwu Naprawy Taboru PKS, z którym to została podpisana umowa o świadczeniu usług komunikacyjnych. 1 kwietnia 1992 Przedsiębiorstwo Napraw Taboru PKS skomunalizowano tworząc Zakład Komunikacji Miejskiej.
1 maja 1999 dokonano kolejnego przekształcenia i utworzono spółkę Zakład Komunikacji Miejskiej sp. z o.o. w Wałczu.
W okresie od 15 marca do 30 czerwca 2020 wskutek pandemii koronawirusa Zakład Komunikacji Miejskiej wstrzymał wykonywanie wszystkich swoich kursów. Skutkowało to nie podpisaniem umowy o świadczenie usług przewozowych przez gminę Wałcz. W związku z tym od 1 stycznia 2021 autobusy ZKM nie wyjeżdżały poza granice miasta Wałcz. 18 stycznia 2021 ZKM wznowił kursy do Strączna, Ostrowca i  Szwecji, a 1 lutego 2021 do Kłębowca i Karsiboru. Od 1 czerwca 2021 Zakład Komunikacji Miejskiej przestał kursować do miejscowości na terenie gminy Wałcz. 28 czerwca 2021 ZKM ponownie wznowił kursy do Strączna, Ostrowca i  Szwecji, a 1 stycznia 2022 do Wałcza Drugiego.

## Linie autobusowe
Zakład Komunikacji Miejskiej w Wałczu obsługuje 15 linii, wykonując 144 kursy dziennie (w tygodniu) lub 59 dziennie (w weekend), stan na marzec 2025.
| Linie autobusowe | Linie autobusowe | Linie autobusowe   | Linie autobusowe     | Linie autobusowe         | Linie autobusowe        |
| Numer linii      | Trasa | Liczba przystanków | Częstotliwość kursów | Liczba kursów w tygodniu | Liczba kursów w weekend |
| ---------------- | --- | ------------------ | -------------------- | ------------------------ | ----------------------- |
| 0                | Dolne Miasto - Zatorze - Puls/Baza ZKM Puls/Baza ZKM - Zatorze - Dolne Miasto                                                                   | 24                 | 30 - 60 min          | 28                       | 15                      |
| 2                | Olszynka - Dworzec PKP - Puls/Baza ZKM - Bydgoska ZE - Wałcz Drugi Wałcz Drugi - Bydgoska ZE - Dworzec PKP - Puls/Baza ZKM - Olszynka           | 28                 | 39 - 200 min         | 23                       | 0                       |
| 2A               | Bukowina COS - Dolne Miasto - Dworzec PKP - Olszynka                                                                                            | 39                 | 55 - 340 min         | 5                        | 7                       |
| 2B               | Olszynka - Zatorze - Puls/Baza ZKM Puls/Baza ZKM - Zatorze- Olszynka                                                                            | 31                 | 45 - 260 min         | 5                        | 7                       |
| 3                | Chrząstkowo - Zatorze - Puls/Baza ZKM Puls/Baza ZKM - Zatorze - Chrząstkowo                                                                     | 17                 | 50 - 200 min         | 14                       | 5                       |
| 3B               | Chrząstkowo - Dolne Miasto - Tysiąclecia - Zatorze - Puls/Baza ZKM Puls/Baza ZKM - Zatorze - Tysiąclecia - Dolne Miasto - Chrząstkowo           | 30                 | 50 - 215 min         | 4                        | 3                       |
| 4                | Kołatnik - Kilińszczaków - Morzyce | 12                 | 460 min              | 2                        | 0                       |
| 4B               | Morzyce - Zatorze - Puls/Baza ZKM Puls/Baza ZKM - Morzyce                                                                                       | 15                 | 90 - 180 min         | 6                        | 0                       |
| 5                | Dolne Miasto - Bydgoska ZE Bydgoska ZE - Bydgoska/Dworcowa - Dolne Miasto                                                                       | 19                 | 545 min              | 4                        | 0                       |
| 7                | Dolne Miasto - Dworzec PKP - Kołatnik Kołatnik - Dworzec PKP - Dolne Miasto                                                                     | 16                 | 185 - 310 min        | 5                        | 0                       |
| 7B               | Puls/Baza ZKM - Zatorze - Kołatnik | 9                  | -                    | 1                        | 0                       |
| 10               | Strączno - Piłsudskiego - Zatorze - Puls/Baza ZKM - Szwecja Puls/Baza ZKM - Zatorze - Piłsudskiego - Bukowina COS - Strączno                    | 32                 | 60 - 270 min         | 10                       | 3                       |
| 11               | Strączno - Dolne Miasto - Zatorze - Puls/Baza ZKM - Ostrowiec - Szwecja Szwecja - Ostrowiec - Zatorze - Puls/Baza ZKM - Dolne Miasto - Strączno | 45                 | 10 - 125 min         | 32                       | 19                      |
| 12               | Olszynka - Dolne Miasto - Bydgoska ZE - Wałcz Drugi                                                                                             | 34                 | 90 - 390 min         | 5                        | 0                       |

## Tabor
Tabor Zakładu Komunikacji Miejskiej składa się z 14 autobusów  (stan na marzec 2025)
| Autobusy             | Autobusy      | Autobusy   | Autobusy        | Autobusy     | Autobusy |
| Model autobusu       | Rok produkcji | Rok zakupu | Numery taborowe | Liczba sztuk |          |
| -------------------- | ------------- | ---------- | --------------- | ------------ | -------- |
| Autosan Sancity 10LF | 2019          | 2019       | 68 - 70         | 3            |          |
| Autosan Sancity 12LF | 2019          | 2019       | 66 - 67         | 2            |          |
| Irisbus MiniRider    | 2005          | 2008       | -               | 1            |          |
| Yutong E9            | 2024          | 2024       | 71 - 78         | 8            |          |